# Élections législatives de 1988 dans les Ardennes
Les élections législatives françaises de 1988  se déroulent les 5 et 12 juin 1988. Dans le département des Ardennes, trois députés sont à élire dans le cadre de trois circonscriptions.

## Élus
| Circonscription | Député sortant        | Parti                 | Parti                 | Député élu ou réélu | Parti | Parti |
| --------------- | --------------------- | --------------------- | --------------------- | ------------------- | ----- | ----- |
| 1re             | Scrutin proportionnel | Scrutin proportionnel | Scrutin proportionnel | Roger Mas           |       | PS    |
| 2e              | Scrutin proportionnel | Scrutin proportionnel | Scrutin proportionnel | Gérard Istace       |       | PS    |
| 3e              | Scrutin proportionnel | Scrutin proportionnel | Scrutin proportionnel | Jean-Paul Bachy     |       | PS    |

## Positionnement des partis
L'UDF et le RPR se présentent unis sous l'étiquette « Union du Rassemblement et du Centre » tandis que les candidats du Parti socialiste se rangent sous la bannière de la « Majorité présidentielle pour la France unie », slogan de la campagne présidentielle de François Mitterrand.

## Résultats

### Résultats à l'échelle du département
| Parti          | Parti                               | Premier tour | Premier tour | Second tour | Second tour | Sièges |
| Parti          | Parti                               | Voix         | %            | Voix        | %           | Sièges |
| -------------- | ----------------------------------- | ------------ | ------------ | ----------- | ----------- | ------ |
|                | Parti socialiste                    | 46 666       | 38,13        | 73 652      | 55,13       | 3      |
|                | La France unie                      | 46 666       | 38,13        | 73 652      | 55,13       | 3      |
|                |                                     |              |              |             |             |        |
|                | Rassemblement pour la République    | 26 450       | 21,61        | 36 506      | 27,32       | 0      |
|                | Union pour la démocratie française  | 17 721       | 14,48        | 23 444      | 17,55       | 0      |
|                | Union du Rassemblement et du Centre | 44 171       | 36,09        | 59 950      | 44,87       | 0      |
|                |                                     |              |              |             |             |        |
|                | Parti communiste français           | 19 778       | 16,16        | Retrait     | Retrait     | 0      |
|                | Front national                      | 11 762       | 9,61         |             |             | 0      |
|                |                                     |              |              |             |             |        |
| Inscrits       | Inscrits                            | 193 829      | 100,00       | 193 794     | 100,00      | 3      |
| Abstentions    | Abstentions                         | 68 612       | 35,4         | 55 992      | 28,89       |        |
| Votants        | Votants                             | 125 217      | 64,6         | 137 802     | 71,11       |        |
| Blancs et nuls | Blancs et nuls                      | 2 840        | 2,27         | 4 200       | 3,05        |        |
| Exprimés       | Exprimés                            | 122 377      | 97,73        | 133 602     | 96,95       |        |

### Résultats par circonscription

#### Première circonscription (Mézières - Rethel)
| Candidat       | Candidat                | Parti           | Premier tour | Premier tour | Second tour | Second tour |  |
| Candidat       | Candidat                | Parti           | Voix         | %            | Voix        | %           |  |
| -------------- | ----------------------- | --------------- | ------------ | ------------ | ----------- | ----------- |  |
|                | Roger Mas sortant réélu | PS              | 17 804       | 39,89        | 25 370      | 51,97       |  |
|                | Michel Vuibert sortant  | UDF (CDS) (URC) | 17 721       | 39,71        | 23 444      | 48,03       |  |
|                | Sylvain Dalla Rosa      | PCF             | 4 965        | 11,13        |             |             |  |
|                | Jean Mathieu            | FN              | 4 139        | 9,27         |             |             |  |
|                |                         |                 |              |              |             |             |  |
| Inscrits       | Inscrits                | Inscrits        | 69 568       | 100,00       | 69 554      | 100,00      |  |
| Abstentions    | Abstentions             | Abstentions     | 23 867       | 34,31        | 19 181      | 27,58       |  |
| Votants        | Votants                 | Votants         | 45 701       | 65,69        | 50 373      | 72,42       |  |
| Blancs et nuls | Blancs et nuls          | Blancs et nuls  | 1 072        | 2,35         | 1 559       | 3,09        |  |
| Exprimés       | Exprimés                | Exprimés        | 44 629       | 97,65        | 48 814      | 96,91       |  |

#### Deuxième circonscription (Charleville - Givet)
| Candidat       | Candidat          | Parti          | Premier tour | Premier tour | Second tour | Second tour |  |
| Candidat       | Candidat          | Parti          | Voix         | %            | Voix        | %           |  |
| -------------- | ----------------- | -------------- | ------------ | ------------ | ----------- | ----------- |  |
|                | Gérard Istace élu | PS             | 14 110       | 36,33        | 25 493      | 62,37       |  |
|                | René Visse        | PCF            | 10 172       | 26,19        | Retrait     | Retrait     |  |
|                | Patrick Fostier   | RPR (URC)      | 10 121       | 26,06        | 15 380      | 37,63       |  |
|                | Michel Dierckens  | FN             | 4 438        | 11,43        |             |             |  |
|                |                   |                |              |              |             |             |  |
| Inscrits       | Inscrits          | Inscrits       | 64 141       | 100,00       | 64 127      | 100,00      |  |
| Abstentions    | Abstentions       | Abstentions    | 24 299       | 37,88        | 21 504      | 33,53       |  |
| Votants        | Votants           | Votants        | 39 842       | 62,12        | 42 623      | 66,47       |  |
| Blancs et nuls | Blancs et nuls    | Blancs et nuls | 1 001        | 2,51         | 1 750       | 4,11        |  |
| Exprimés       | Exprimés          | Exprimés       | 38 841       | 97,49        | 40 873      | 95,89       |  |

#### Troisième circonscription (Sedan - Vouziers)
| Candidat       | Candidat                  | Parti          | Premier tour | Premier tour | Second tour | Second tour |  |
| Candidat       | Candidat                  | Parti          | Voix         | %            | Voix        | %           |  |
| -------------- | ------------------------- | -------------- | ------------ | ------------ | ----------- | ----------- |  |
|                | Jacques Sourdille sortant | RPR (URC)      | 16 329       | 41,97        | 21 126      | 48,11       |  |
|                | Jean-Paul Bachy élu       | PS             | 14 752       | 37,92        | 22 789      | 51,89       |  |
|                | Claude Soulet             | PCF            | 4 641        | 11,93        |             |             |  |
|                | Jean-Pierre L'Hoste       | FN             | 3 185        | 8,19         |             |             |  |
|                |                           |                |              |              |             |             |  |
| Inscrits       | Inscrits                  | Inscrits       | 60 120       | 100,00       | 60 113      | 100,00      |  |
| Abstentions    | Abstentions               | Abstentions    | 20 446       | 34,01        | 15 307      | 25,46       |  |
| Votants        | Votants                   | Votants        | 39 674       | 65,99        | 44 806      | 74,54       |  |
| Blancs et nuls | Blancs et nuls            | Blancs et nuls | 767          | 1,93         | 891         | 1,99        |  |
| Exprimés       | Exprimés                  | Exprimés       | 38 907       | 98,07        | 43 915      | 98,01       |  |